# Pacaipampa (distrito)
Pacaipampa é um distrito do Peru, departamento de Piura, localizada na província de Ayabaca.

## Transporte
O distrito de Pacaipampa é servido pela seguinte rodovia:
- PE-3N, que liga o distrito de La Oroya (Região de Junín) à Puerto Vado Grande (Fronteira Equador-Peru) no distrito de Ayabaca (Região de Piura)
- PE-1NR, que liga a cidade ao distrito de Chulucanas [1][2][3]